# Ungarische Eishockeyliga 1983/84
Die Saison 1983/84 war die 47. Spielzeit der ungarischen Eishockeyliga, der höchsten ungarischen Eishockeyspielklasse. Meister wurde zum insgesamt 18. Mal in der Vereinsgeschichte Ferencvárosi TC.

## Modus
In der Hauptrunde absolvierte jede der drei Mannschaften insgesamt 16 Spiele. Der Erstplatzierte der Hauptrunde wurde Meister. Für einen Sieg erhielt jede Mannschaft zwei Punkte, bei einem Unentschieden gab es einen Punkt und bei einer Niederlage null Punkte.

## Hauptrunde

### Tabelle
|    | Klub                      | Sp | S | U | N | Tore  | Punkte |
| -- | ------------------------- | -- | - | - | - | ----- | ------ |
| 1. | Ferencvárosi TC           | 16 | 9 | 0 | 7 | 79:77 | 18     |
| 2. | Újpesti Dózsa SC          | 16 | 8 | 0 | 8 | 85:67 | 16     |
| 3. | Alba Volán Székesfehérvár | 16 | 7 | 0 | 9 | 62:82 | 14     |

Sp = Spiele, S = Siege, U = unentschieden, N = Niederlagen, OTS = Overtime-Siege, OTN = Overtime-Niederlage, SOS = Penalty-Siege, SON = Penalty-Niederlage